# Г'юстон-Ейкерс (Кентуккі)
Г'юстон-Ейкерс (англ. Houston Acres) — місто (англ. city) в США, в окрузі Джефферсон штату Кентуккі. Населення — 492 особи (2020).

## Географія
Г'юстон-Ейкерс розташований за координатами 38°12′53″ пн. ш. 85°36′52″ зх. д. / 38.21472° пн. ш. 85.61444° зх. д. (38.214826, -85.614484).  За даними Бюро перепису населення США в 2010 році місто мало площу 0,37 км², з яких 0,37 км² — суходіл та 0,00 км² — водойми.

## Демографія
Згідно з переписом 2010 року, у місті мешкало 507 осіб у 228 домогосподарствах у складі 150 родин. Густота населення становила 1385 осіб/км².  Було 233 помешкання (636/км²).
Расовий склад населення:
| - 93,7 % — білих - 3,0 % — чорних або афроамериканців - 2,0 % — азіатів - 0,2 % — вихідців з тихоокеанських островів |

До двох чи більше рас належало 1,0 %. Частка іспаномовних становила 0,8 % від усіх жителів.
За віковим діапазоном населення розподілялося таким чином: 17,9 % — особи молодші 18 років, 56,9 % — особи у віці 18—64 років, 25,2 % — особи у віці 65 років та старші. Медіана віку мешканця становила 49,6 року. На 100 осіб жіночої статі у місті припадало 85,7 чоловіків;  на 100 жінок у віці від 18 років та старших — 86,5 чоловіків також старших 18 років.
Середній дохід на одне домашнє господарство  становив 67 854 долари США (медіана — 62 375), а середній дохід на одну сім'ю — 75 446 доларів (медіана — 63 750). За межею бідності перебувало 1,3 % осіб, у тому числі 0,0 % дітей у віці до 18 років та 4,4 % осіб у віці 65 років та старших.
Цивільне працевлаштоване населення становило 255 осіб. Основні галузі зайнятості: освіта, охорона здоров'я та соціальна допомога — 34,9 %, роздрібна торгівля — 12,9 %, фінанси, страхування та нерухомість — 7,8 %, виробництво — 6,7 %.